# جون غافين نولان
جون غافين نولان (بالإنجليزية: John Gavin Nolan)‏ هو كاهن كاثوليكي أمريكي، ولد في 15 مارس 1924 في مقاطعة ساراتوغا في الولايات المتحدة، وتوفي في 19 نوفمبر 1997 في ذا برونكس في الولايات المتحدة.